# Nová Role
Nová Role település Csehországban, a Karlovy Vary-i járásban. Nová Role Nejdek, Karlovy Vary, Božičany, Mírová, Smolné Pece és Děpoltovice településekkel határos. Lakosainak száma 4244 fő (2024. január 1.).

## Népesség
A település lakosságának változását az alábbi diagram mutatja:
| Lakosok száma | 779  | 1068 | 1458 | 1156 | 4467 | 4048 | 4156 | 4161 | 4125 | 4244 |
|               | 1869 | 1890 | 1921 | 1950 | 1980 | 2001 | 2017 | 2019 | 2022 | 2024 |